# Poprock
Poprock er en musikgenre, og undergenre af pop- og rockmusik. Poprock blev populært takket være bands som ABBA, Roxette og a-ha. 
| Musik | Spire Denne musikartikel er en spire som bør udbygges. Du er velkommen til at hjælpe Wikipedia ved at udvide den. |